# Sœurs de l'Immaculée Conception de Notre Dame de Lourdes
Les sœurs de l'Immaculée Conception de Notre-Dame de Lourdes est une congrégation religieuse féminine enseignante et hospitalière de droit pontifical.

## Notes historiques

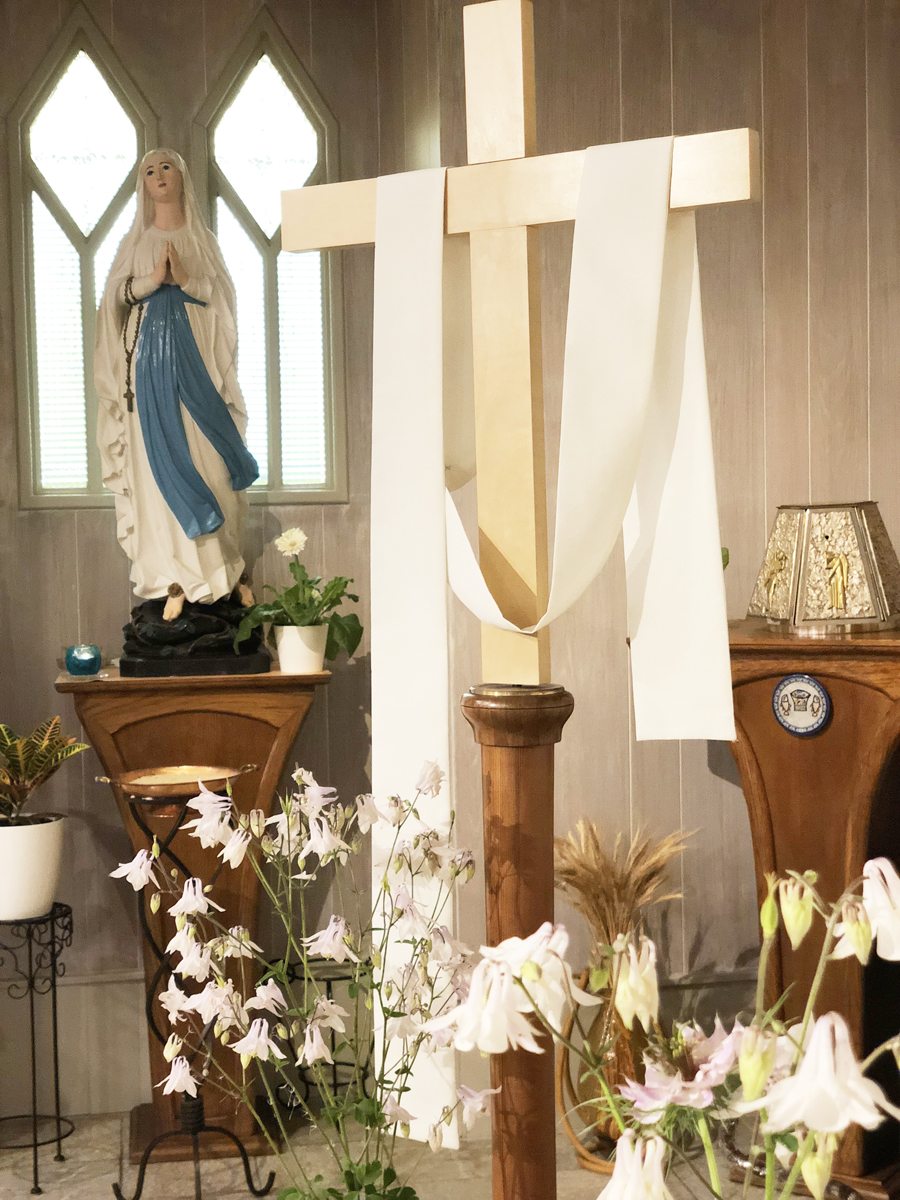
Chapelle des sœurs à Lourdes